# Castrillo de Sepúlveda
Castrillo de Sepúlveda es una localidad perteneciente al municipio de Sepúlveda, en la provincia de Segovia, comunidad autónoma de Castilla y León, España.

## Historia

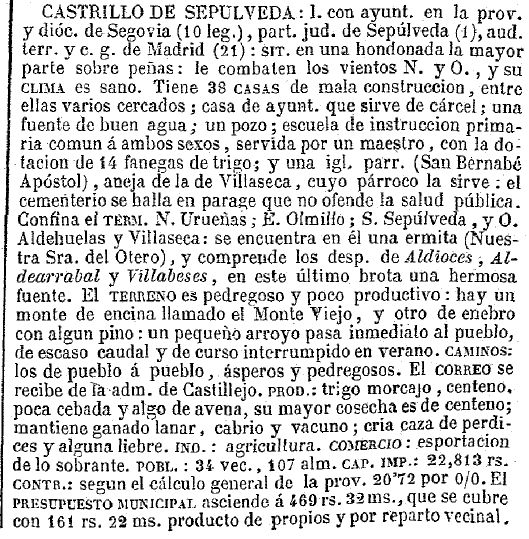
Castrillo de Sepúlveda en el Diccionario Geográfico-Histórico-estadístico de Pascual Madoz 1849 vol. 6

El territorio es repoblado durante la Reconquista por la Comunidad de Villa y Tierra de Sepúlveda, quedando encuadrada dentro del Ochavo de las Pedrizas y Valdenavares.
Perdió su condición de municipio el 10 de marzo de 1970, al ser anejado por el ayuntamiento de Sepúlveda.

## Geografía
Castrillo de Sepúlveda pertenece a la Comunidad de Villa y Tierra de Sepúlveda, dentro de la comarca natural de Las Pedrizas y Valdenavares. Se encuentra a 66 km de la capital, Segovia; y a 7,5 km de la capital municipal, Sepúlveda, en la carretera que lleva desde esta villa de Sepúlveda a la ermita de San Frutos (Carrascal del Río), donde se halla el patrón de la provincia de Segovia. 
Está situado junto a un arroyo estacional, al pie del cerro de El Otero (1122 m s. n. m.), en el cual se suceden pequeños huertos separados con cercas de piedra, al igual que su caserío, también de piedra, que forma calles estrechas. Cuenta en su término con los despoblados de Alderrabol, Barrasuso, Trabacuervos, Uvieco y Villaveses.
Su antiguo término, limitado al Sur por los espectaculares cortados de Las Hoces del Río Duratón, cuenta con un bosque de encinas llamado Monte Viejo. Es rico en manifestaciones arqueológicas, habiéndose localizado un yacimiento neolítico y abundante cerámica de la Edad del Hierro.
Su término limita al sur con los términos de Villar de Sobrepeña y Sepúlveda; al este con El Olmillo y Covachuelas (Aldeonte), Sepúlveda y Urueñas; al norte con Urueñas y Valle de Tabladillo; y al oeste con Aldehuelas (Hinojosas del Cerro) y Villaseca.

## Demografía
| Gráfica de evolución demográfica de Castrillo de Sepúlveda entre 1842 y 1960 |
| |
| Población de derecho según los censos de población del INE Población de hecho según los censos de población del INEEntre el censo de 1970 y el anterior, este municipio desaparece porque se integra en el municipio 40195 (Sepúlveda) |

| 107           | 39 | 38 | 35 | 33 | 27 | 25 | 25 | 22 | 22 | 22 | 23 | 23 |
| (Fuente: INE) |    |    |    |    |    |    |    |    |    |    |    |    |

En 1850 albergaba 107 habitantes, mientras que la Monografía de la provincia de Segovia de 1952 recogía una población de 254 personas y destacaba la abundancia de perdices en su término.

## Patrimonio
- El edificio principal de Castrillo de Sepúlveda es la iglesia de San Bernabé Apóstol, de anchas proporciones y un curioso porche sobre columnas de piedra y sacristía, ambas de construcción posterior. En su interior conserva dos tallas románicas que representan a la Virgen María con el niño y a San Bernabé (patrón del pueblo), junto con una curiosa talla de Santa Águeda. Alberga también a la Virgen del Otero, patrona del pueblo, desde el primer fin de semana de septiembre (fiestas patronales) hasta el día de la Ascensión.

- Alejada de la población se encuentra el monasterio de San Julián de la Hoz, del siglo XII, enclavado en el parque natural de las Hoces del Río Duratón sobre una de las penínsulas rocosas formada por las hoces (donde se halla la pintoresca cueva del Cabrón al pie de la hoz), cuya construcción románica se realizó sobre restos de otro templo del siglo X. Este templo románico consta de una sola nave, toda de sillería excepto un muro de mampostería tosca, y una cripta abovedada de cañón. Al pie situó Juan Eugenio Hartzenbusch el primer acto de su drama de enredo Honoria, estrenado en el Teatro Príncipe el 6 de mayo de 1843.

- Otro edificio singular y el más simbólico para los habitantes de Castrillo de Sepúlveda, es la ermita de la Virgen del Otero, situada en la cima del cerro homónimo, donde se guarda la imagen de la Virgen hasta las fiestas patronales. Cuenta además con una casa rural.

## Fiestas
Las dos festividades principales se centran en torno a su patrona, la Virgen del Otero.
- El primer domingo tras la Ascensión (40 días después del Domingo de Resurrección), se celebra una romería organizada por la Cofradía de Ntra. Sra. del Otero en la que la imagen de la Virgen es subida en andas por las mujeres del pueblo hasta su ermita, en lo alto del cerro de El Otero como rogativa para obtener buenas cosechas.  Esta romería es considerada una de las fiestas más vistosas de la Comunidad de Villa y Tierra de Sepúlveda. La imagen permanece allí todo el verano hasta el primer fin de semana de septiembre, coincidiendo con las fiestas, cuando los vecinos del pueblo la bajan de nuevo a la iglesia de San Bernabé Apóstol hasta la próxima Ascensión. En el momento del descenso de la Virgen, los vecinos cantan himnos y bailan jotas al son de dulzaina y tamboril en su honor. A la mañana siguiente se celebra una procesión alrededor del pueblo en la que se puede disfrutar de los trajes típicos segovianos danzando delante de la imagen de la Virgen.

- 11 de junio, día de San Bernabé, en la que el pueblo realiza una merienda fraterna.
- Fin de semana más próximo a Santa Águeda (5 de febrero) en la que, como es tradición en numerosos pueblos de Segovia, son sólo las mujeres las que celebran una procesión acompañada de trajes típicos y dulzainas, y realizan una comida de hermandad.

## Gastronomía
Aun siendo una pequeña aldea, esta localidad es lugar de nacimiento de uno de los dulces más conocidos y degustados de la comarca sepulvedana: las rosquillas de Castrillo. Las rosquillas de Castrillo, altas y huecas, yemosas y un poco tostadas, guardan la clara de huevo para la ornamentación (glaseado), y son creación de un aldeano del lugar que no se consiguió llevar del todo su secreto al otro mundo.